# Cathédrale de la Dormition de Berat
La cathédrale de la Dormition de Berat (en albanais : Katedralja Fjetja e Shën Mërisë) est une église orthodoxe albanaise située dans le château de Berat, en Albanie. C'est un monument culturel de l'Albanie depuis 1948 qui fait partie de la vieille ville de Berat inscrite au Patrimoine mondial de l'UNESCO. Depuis 1986, le musée des icônes d'Onufri est situé dans l'église.

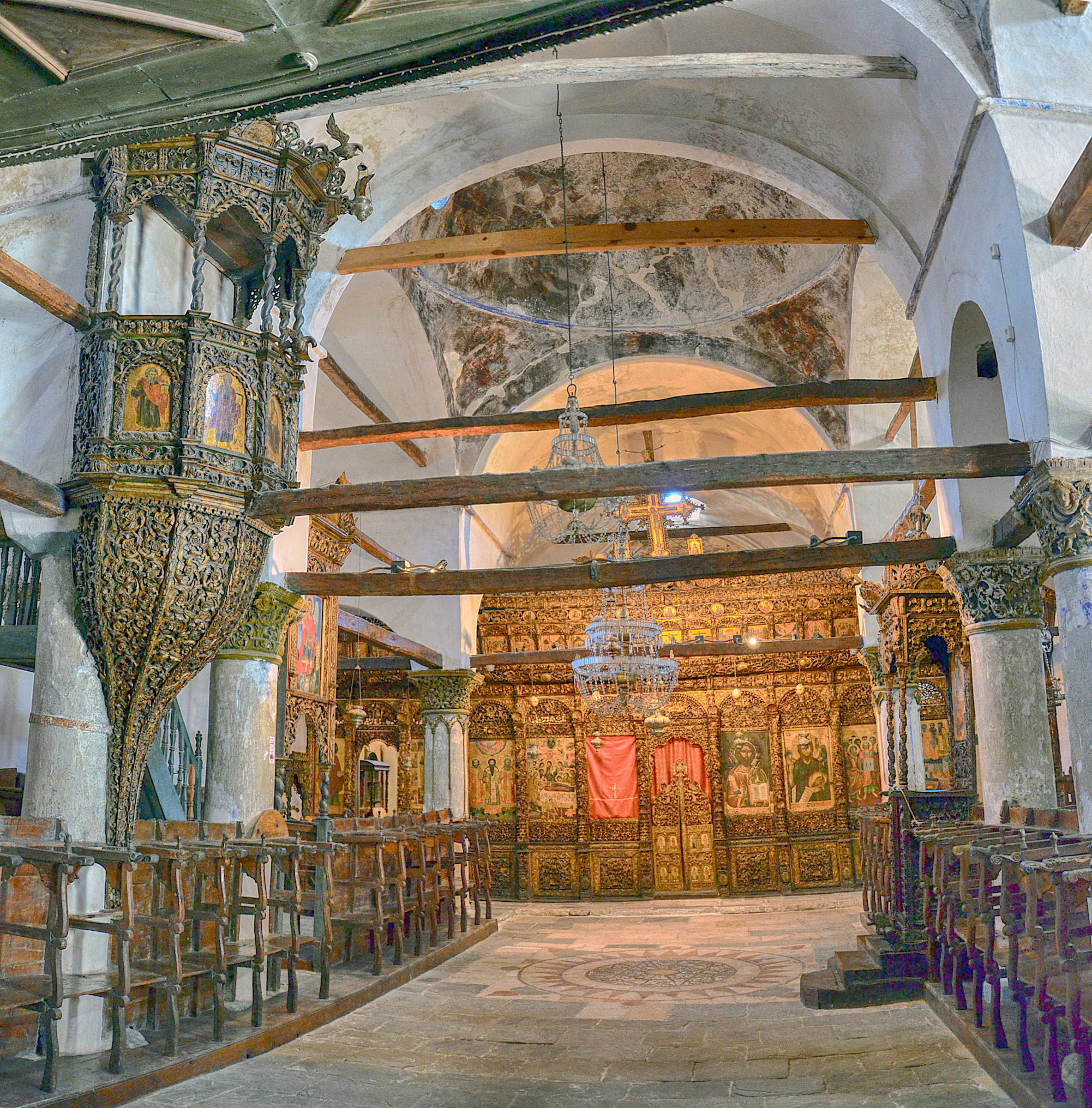
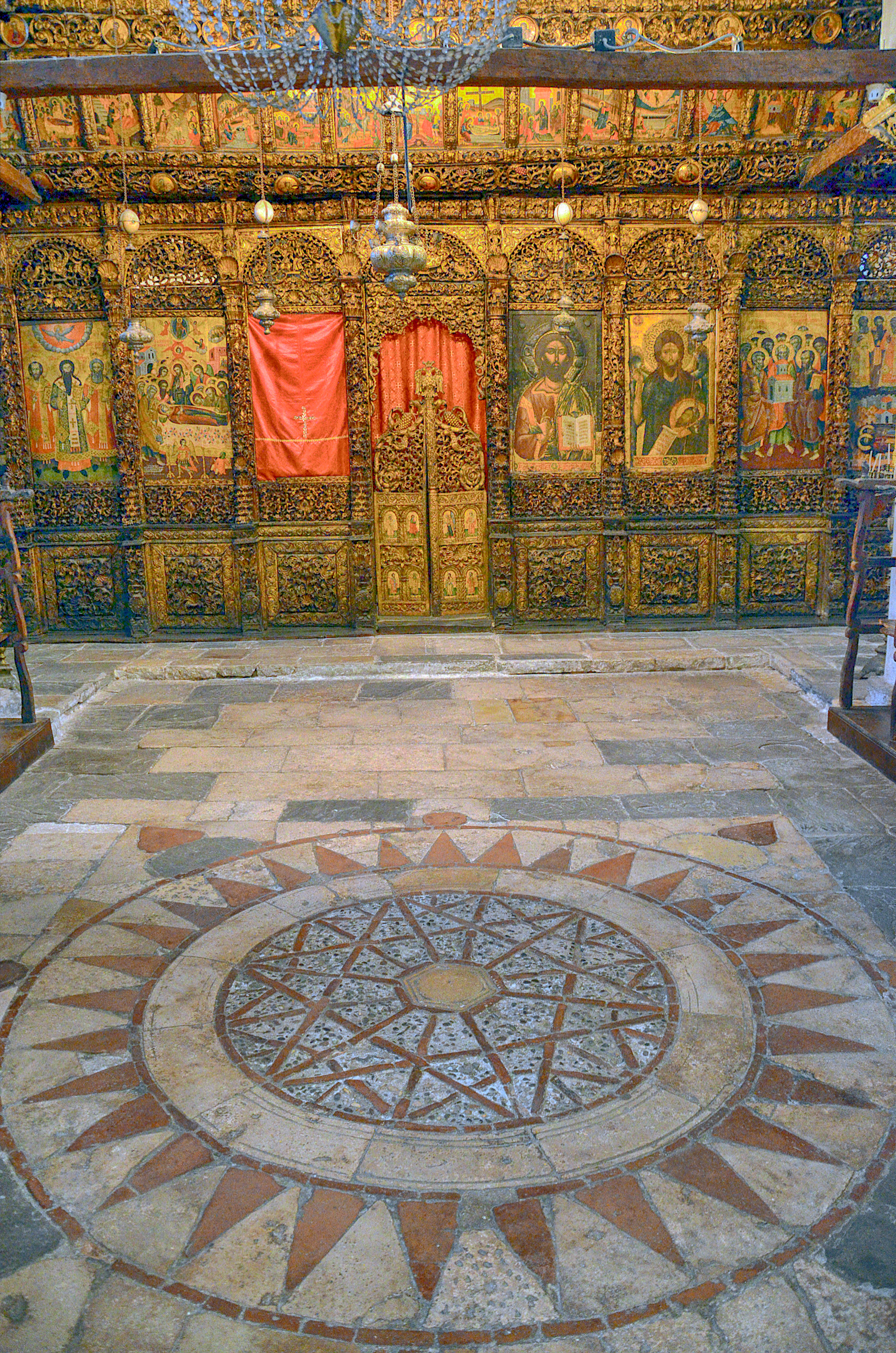